# Timàlia gorjanegra
La timàlia gorjanegra (Stachyris nigricollis) és un ocell de la família dels timàlids (Timaliidae).

## Hàbitat i distribució
Viu entre la malesa del bosc de les terres baixes a Tailàndia peninsular, Malaia, est de Sumatra i Borneo.